# Balatonszőlős
Balatonszőlős je vas na Madžarskem, ki upravno spada pod podregijo Balatonfüredi Županije Veszprém.